# ترنتون (آیووا)
ترنتون (به انگلیسی: Trenton) یک منطقهٔ مسکونی در ایالات متحده آمریکا است که در شهرستان هنری، آیووا واقع شده‌است. ترنتون ۱٫۱۹ کیلومتر مربع مساحت و ۷۴ نفر جمعیت دارد و ۲۲۳٫۴۲ متر بالاتر از سطح دریا واقع شده‌است.